# BDOS
BDOS (Basic Disk Operating System, osnovni diskovni operativni sistem) omogućavao je pristup diskovnim jedinicama unutar operacijskog sustava CP/M,  izlaz na konzolu, čitanje tipkovnice ili izlaz na pisač. BDOS je sadržavao sve osnovne operacije datoteka: otvaranje, zatvaranje, pisanje, brisanje, dodavanje, ispisivanje znakova na zaslonu i na pisaću.

## Uporaba
Aplikacijski programi koji bi koristili datoteke, zaslon ili pisač pozivali bi funkcije iz BDOSa tako što bi na računalni stog stavili parametre i poslije pozvali željenu operaciju. Postupak je bio sljedeći:
```
; primjer za 8-bitni CP/M

    
LD
      
DE
,
parametar
 
; upiši parametar u DE

    
LD
      
C
,
funkcija
   
; upiši parametar u C

    
CALL
    
funkcija
 
; pozovi funkciju

```

Na primjer, za resetiranje CP/M sistema pozove se funkcija 0 (CALL 0)
```
; primjer za 8-bitni CP/M

    
LD
  
C
,
0
  
; upiši parametar u C

    
CALL
  
0
  
; P_TERMCPM

```

Recimo da se učitao jedan znak s tipkovnice pozove se funkcija 1 (CALL 1) a u akumulatoru CPUa vrati se ASCII znak s tipkovnice, ako je tipka bila pritisnuta.
```
; primjer za 8-bitni CP/M

    
LD
  
C
,
1
 
; upiši parametar u C

    
CALL
 
1
  
; C_READ

```

## Vanjske poveznice
- Popis funkcija u BDOSu

- Opširni opis svih BDOS potprograma